# Entrance to Central Miami
La Entrada a Miami Central (también conocido como  Coral Gables Wayside Park) es un sitio histórico ubicado en Coral Gables, Florida. La Entrada a Miami Central se encuentra inscrito en el Registro Nacional de Lugares Históricos desde el 19 de enero de 1989.

## Ubicación
El Entrada a Miami Central se encuentra dentro del condado de Miami-Dade en las coordenadas 25°44′10″N 80°17′06″O / 25.736111, -80.285.